# David Conrad
David Crawford Conrad (n. 17 august 1967, Pittsburgh, Pennsylvania, SUA) este un actor american. Din 2005 până în 2010, el a jucat în serialul de televiziune Mesaje de dincolo, alături de Jennifer Love Hewitt.
David Conrad a fost cel mai tânăr dintre cei trei fii ai familiei Conrad. Tatăl lui a fost Jim Conrad, iar mama, Margaret Conrad. El a debutat o data cu primul sezon al serialului Mesaje de dincolo, alaturi de Jennifer Love Hewitt. David a interpretat rolul lui Jim Clancy, soțul acesteia. În sezonul 4 el a fost Sam Lucas. David a mai jucat de asemenea în filme precum Albă ca Zăpada, o poveste întunecată.

## Legături externe
- David Conrad la Internet Movie Database